# شهرک صنعتی میانه ۲
شهرک صنعتی میانه ۲ یکی از شهرک‌های صنعتی استان آذربایجان شرقی است که در ۵ کیلومتری شهر میانه واقع شده‌است.